# Jacareí
Jacareí – miasto położone w południowo−wschodniej Brazylii, w stanie São Paulo. 210 988 mieszkańców (2008). Przemysł jedwabniczy, spirytusowy oraz mleczarski. Znajduje się tutaj ośrodek piłkarski Antoniego Ptaka.